# KeSPA
Korean e-Sports Players Association (KeSPA) — ассоциация профессиональных игроков в компьютерной игре StarCraft в Южной Корее. Состязания по StarCraft в Южной Корее приобрели гигантскую популярность. Различные корейские корпорации, заметив интерес к этой игре стали проводить состязания с денежными призами между лучшими игроками. Телевизионные каналы стали транслировать матчи для поднятия своих рейтингов. Постепенно появились люди, которые стали профессионально заниматься игрой в StarCraft и зарабатывать на этом деньги. В 2001 году, когда игра приобрела гигантский размах, появилась профессиональная ассоциация игроков KeSPA, которая стала регулировать споры игроков и проводить официальные соревнования.
С ноября 2001 года эта ассоциация стала составлять рейтинги игроков в зависимости от их успеха на соревнованиях. Была разработана специальная система, которая повышала или понижала рейтинг игрока в зависимости от его победы или поражения над тем или иным соперником, аналогичная рейтинговой системе ЭЛО в шахматах, но отличающаяся от неё. Рейтинг насчитывает более двухсот игроков.